# Верховье (Беляевское сельское поселение)
Верховье — деревня в Велижском районе Смоленской области России. Входит в состав Беляевского сельского поселения. Население — 32 жителя (2007 год).
Расположена в северо-западной части области в 26 км к юго-западу от Велижа, в 26 км южнее автодороги Р133 Смоленск — Невель, на берегу реки Западная Двина. В 80 км южнее деревни расположена железнодорожная станция Рудня на линии Смоленск — Витебск.

## История
В XVII веке землями в Верховье владел католический орден Базилиан. В 1869 году имение Верховье принадлежало А. М. Потёмкину. Позже имение перешло к семье Рентельнов. По данным 1906 года, оно принадлежало мировому судье Владимиру Егоровичу Рентельну, а до этого — его отцу гвардии поручику Егору Егоровичу Рентельну. В деревне находилось 5 дворов с 32 жителями.
В начале XX века в имении была мельница и два дома — деревянный и каменный. В деревянном доме жили Семевские — семья дочери В. Е. Рентельна Зинаиды, там в 1907 году родился Борис Семевский. В каменном доме, построенном В. Е. Рентельном, жил он сам и Лайминги — семья другой его дочери Ольги.
В годы Великой Отечественной войны деревня была оккупирована гитлеровскими войсками в июле 1941 года, освобождена в сентябре 1943 года.